# Andreas Hinkel
Andreas Hinkel (nascut el 26 de març del 1982 a Backnang) és un futbolista alemany que juga actualment com a defensa al Celtic FC.